# Badmotorfinger
Badmotorfinger é o terceiro álbum de estúdio da banda de rock norte-americana Soundgarden, lançado em 8 de outubro de 1991 pela editora A&M Records. O álbum foi certificado platina dupla pela RIAA e vendeu cerca de 4 milhões de cópias em todo o mundo.

## Faixas
1. "Rusty Cage" (Cornell) – 4:26
2. "Outshined" (Cornell) – 5:11
3. "Slaves and Bulldozes" (Shepherd, Cornell) – 6:56
4. "Jesus Christ Pose" (Cornell, Thayil, Shepherd, Cameron) – 5:51
5. "Face Pollution" (Shepherd, Cornell) – 2:23
6. "Somewhere" (Shepherd) – 4:21
7. "Searching with my Good Eye Closed" (Cornell) – 6:31
8. "Room a Thousand Years Wide" (Cameron, Thayil) – 4:06
9. "Mind Riot" (Cornell) – 4:49
10. "Drawing Flies" (Cameron, Cornell) – 2:26
11. "Holy Water" (Cornell) – 5:07
12. "New Damage" (Thayil, Cameron, Cornell) – 5:40

### Satanoscillatemymetallicsonatas
Uma edição limitada do álbum foi lançada em 23 de junho de 1992 com um segundo disco contendo o EP Satanoscillatemymetallicsonatas (ou SOMMS). O título é um palíndromo. Este EP inclui três releituras, uma original do Soundgarden, e uma canção gravada em um concerto. Para sua releitura da música do Black Sabbath, "Into the Void", as letras originais foram trocadas pelas palavras de protesto do Chefe Sealth, as quais se encaixam no tempo da canção. No Grammy Awards de 1993, "Into the Void (Sealth)" recebeu uma indicação para "Best Metal Performance".
1. "Into the Void (Sealth)" (Chefe Sealth, Ozzy Osbourne, Tony Iommi, Geezer Butler, Bill Ward) – 6:36
2. "Girl U Want" (Gerald Casale, Mark Mothersbaugh) – 3:27
3. "Stray Cat Blues" (Mick Jagger, Keith Richards) – 4:39
4. "She's a Politician" (Cornell) – 1:46
5. "Slaves & Bulldozers" (ao vivo no The Paramount Theatre, Seattle, 1992) (Cornell, Shepherd) – 15:51

## Lançamento
O álbum tornou-se um sucesso para os Soundgarden. Com os singles Rusty Cage, Outshined e Jesus Christ Pose a conquistarem público alternativo, Badmotorfinger alcançou a posição nº 39 na parada pop Billboard 200, a posição mais alta alcançada pela banda na altura. Foi lançado no mesmo ano que os álbuns Nevermind do Nirvana e Ten do Pearl Jam, os quais ajudaram o Grunge a popularizar-se. Badmotorfinger acabaria por atingir a dupla platina.

## Recepção
| Críticas profissionais | Críticas profissionais |
| Avaliações da crítica  | Avaliações da crítica  |
| Fonte                  | Avaliação              |
| ---------------------- | ---------------------- |
| allmusic               | [ 4 ]                  |
| Robert Christgau       | (B-)                   |

Em 1992, Badmotorfinger foi nomeado para o Grammy de melhor actuação de Metal. Em Outubro de 2006, a Guitar World colocou Badmotorfinger na posição nº45 da lista dos 100 melhores álbuns de guitarra de todos os tempos. A revista norte-americana Revolver posicionou Badmotorfinger na 26ª posição na lista dos 69 melhores álbuns de Metal de todos os tempos, por sua vez a alemã Vision atribuiu a posição nº 34 na lista dos álbuns mais importantes dos anos 90.
A incrível voz de Chris Cornell impulsionada pela qualidade instrumental que a banda exibe ao longo de todo o álbum faz de Badmotorfinger um álbum único de qualidade inquestionável. Em 2019, a Rolling Stone colocou Badmotorfinger em 2º lugar na lista dos "50 melhores álbuns grunge".